# René Marigil de Mingo
René Marigil de Mingo (Carmaux, França, 24 d'octubre de 1928 - Sagunt, 19 d'octubre de 2009) va ser un ciclista espanyol que fou professional entre 1954 i 1962. Tot i néixer a França es va fer ciclista a Sagunt, on anà a viure el 1942. El seu principal èxit esportiu fou la victòria en una etapa de la Volta a Espanya de 1958.

## Palmarès
- 1956
  - 1r a la Volta a Llevant
  - Vencedor d'una etapa de la Volta a Mallorca
- 1957
  - 1r al Gran Premi Pascuas
  - Vencedor d'una etapa de la Volta a Astúries
  - Vencedor d'una etapa de la Volta a Andalusia i 1r de la classificació de la muntanya
- 1958
  - Vencedor d'una etapa de la Volta a Espanya
- 1959
  - Vencedor d'una etapa de la Volta a Andalusia
- 1960
  - Vencedor d'una etapa de la Bicicleta Eibarresa
- 1962
  - Vencedor d'una etapa de la Volta a Andalusia

### Resultats a la Volta a Espanya
- 1956. 21è de la classificació general
- 1958. 19è de la classificació general. Vencedor d'una etapa
- 1959. 12è de la classificació general
- 1960. 13è de la classificació general
- 1961. 16è de la classificació general
- 1962. 16è de la classificació general

### Resultats al Tour de França
- 1956. 58è de la classificació general